# Вележ (футбольный клуб)
«Вележ» (сербохорв. Fudbalski klub Velež Mostar / Фудбалски клуб Вележ Мостар) ― футбольный клуб из Боснии и Герцеговины, базируется в городе Мостаре, клуб был основан в 1922 году и в настоящее время играет в Премьер-лиге Боснии и Герцеговины.
Клуб принимает гостей на стадионе «Роджени», вмещающем 7000 зрителей. Название «Вележ» клуб получил по имени близлежащей горы, которая в свою очередь, по одной из версий, названа в честь славянского бога Велеса.

## Достижения

### Национальные титулы
- Обладатель Кубка Боснии и Герцеговины: 2022
- Чемпионата Боснии и Герцеговины:
  - Бронзовый призёр (1): 2020/21
- Чемпионат Югославии
  - [Вице-чемпион (3): 1972/73, 1973/74,1986/87
  - Бронзовый призёр (4): 1965/66, 1969/70,1985/86, 1987/88
- Кубок Боснии и Герцеговины
  - Обладатель (1): 2021/22
  - Финалист (1): 2022/23
- Кубок Югославии
  - Обладатель (2): 1980/81, 1985/86
  - Финалист (2): 1957/58, 1988/89

### Европейские титулы
- Кубок Митропы
  - Финалист (1): 1975/76
- Балканский кубок
  - Обладатель (1): 1980/81
  - Финалист (1): 1972

## Выступления в еврокубках
| Сезон   | Турнир           | Раунд                         | Соперник | Дома | В гостях | Общий счёт |  |
| ------- | ---------------- | ----------------------------- | -------- | ---- | -------- | ---------- |  |
| 2021/22 | Лига конференций | Первый квалификационный раунд | Колрейн  | 2:1  |          |            |  |